# Torbda striata
Torbda striata là một loài tò vò trong họ Ichneumonidae.